# Ao (Forgotten Realms)
Lord Ao (ay-oh è la pronuncia in inglese) è una divinità immaginaria dell'universo di Forgotten Realms.

## Caratteristiche
Lord Ao è l'unico dio supremo di tutte le divinità di Forgotten Realms, comune a tutti i pantheon di Toril; come tale può istantaneamente promuovere un mortale al grado di divinità o distruggerne all'istante una già esistente. Ciò che accade su Toril e ciò che le altre divinità fanno non è interesse di Ao finché queste ultime rispettano le proprie aree di influenza e non ignorano completamente i propri fedeli. Lord Ao non ha bisogno di essere adorato, mentre le altre divinità "normali" che non ricevono la fede dei mortali possono "morire" per mancanza di fede. Ao ha cominciato ad applicare questo meccanismo dopo il Periodo dei Disordini, per rafforzare la sua volontà affinché le divinità agiscano come guardiani dell'Equilibrio anziché come re dei mortali. Come scritto in Faiths & Avatars, Ao risponde ad una entità superiore, conosciuta solo come un essere di luce; si insinua in molti moduli d'avventura  che questa entità sia il "Dungeon Master". Il superiore di Ao appare anche nella Trilogia di Avatara.

### Manifestazioni
Prima del Periodo dei Disordini (1358 CV) il dio era sconosciuto agli abitanti di Faerûn; quando le divinità, per volere di Ao, hanno camminato per il continente in forma di avatar, si è capito che anche queste ultime avevano una divinità al di sopra di esse che poteva punirli, se necessario. L'avatar di Lord Ao è apparso solo una volta durante il Periodo dei Disordini; ha le fattezze di un umano alto oltre 3 metri dal viso angelico, né bello né brutto, né giovane né vecchio, dai capelli e dalla barba bianca, vestito con una tunica nera punteggiata da una miriade di stelle e di lune che ispira un senso di armoniosità.

## Essere un fedele di Ao
Anche dopo questa fase storica il dio è venerato solo da pochi fedeli (e solo nel Tempio del Dio Supremo, a Waterdeep) poiché, per sua volontà, non ascolta le preghiere dei mortali e non interagisce con loro (dal punto di vista delle meccaniche di gioco, i suoi domini sono sconosciuti e ai chierici che lo scelgono come divinità patrona non vengono concessi né incantesimi, né poteri speciali); i numerosi culti nati nei dieci anni successivi al Periodo dei Disordini sono via via scomparsi, e il nome di Ao è misteriosamente scomparso da tutti i testi scritti. In conseguenza di ciò, il culto di Ao è guidato da "ministri" anziché da chierici, e non ha nessun simbolo in cui i pochi seguaci sentano il bisogno di identificarsi. Il destino ultimo dei fedeli di Ao è ancora sconosciuto; essi vengono considerati "senza dio" e quindi, una volta morti, mandati al muro di Kelemvor. A Waterdeep, il 15 di Marphenot, i Ministri della Chiesa di Lord Ao, vestiti con calzoni neri e con una lunga tunica bianca adornata di lustrini o gioielli, celebrano il giorno in cui la divinità è apparsa sulla sommità di Monte Waterdeep.

## Le regole di Lord Ao
Ao ha indetto alcune regole riguardanti la gestione del divino. Per esempio:
- Non possono esistere due divinità dello stesso pantheon con identiche aree di influenza.
- Quando due divinità si scontrano, accade uno di tre risultati:
  - Un dio scompare dai Reami
  - Le divinità si fondono fra loro
  - Una (o entrambe) delle divinità altera la sua (o le sue) area di influenza abbastanza da far rimanere entrambe nel pantheon

## Creazione dell'universo
Lord Ao ha creato l'universo nel quale si trova il mondo di Abeir-Toril. Dopo aver creato l'universo, in esso sono apparse successivamente due gemelle, Selûne (la luce) e Shar (l'oscurità), le prime divinità.